# أدريان ديفين
أدريان ديفين (بالإنجليزية: Adrian Devine)‏ هو لاعب كرة قاعدة أمريكي، ولد في 2 ديسمبر 1951 في غالفستون في الولايات المتحدة.

## وصلات خارجية
- أدريان ديفين على موقع دوري كرة القاعدة الرئيسي (الإنجليزية)
- أدريان ديفين على موقعبيزبول رفرنس.كوم (الدوري الرئيسي) (الإنجليزية)
- أدريان ديفين على موقعبيزبول رفرنس.كوم (الدوري الثانوي) (الإنجليزية)
- أدريان ديفين على موقع مشجعي الرسوم البيانية (الإنجليزية)